# Malí nindžové
Malí nindžové (v anglickém originále Good Times with Weapons) je první díl osmé řady amerického animovaného televizního seriálu Městečko South Park.

## Děj
Stan, Kyle, Kenny a Cartman se rozhodnou, že si koupí nindžovské zbraně, ale nechtějí mezi sebe Butterse, aby si s nimi mohl hrát. Záhy se však Butters objeví jako jeho známé alter-ego Profesor Chaos. Mezi klukama se strhne bitva a tu chvíli nindžovská hvězda udeří Butterse do oka. Cartman mu řekne, aby se choval jako pes, aby nikdo nic nepoznal. Mezitím kluci vrátí nindžovské zbraně a chtějí za ně zpátky peníze.